# Roszczachiwka
Roszczachiwka (ukr. Рощахівка) – wieś na Ukrainie, w obwodzie kirowohradzkim, w rejonie kropywnyckim, w hromadzie Ketrysaniwka. W 2001 liczyła 456 mieszkańców.